# Diversidad sexual en Ghana
Las personas lesbianas, gays, bisexuales y transgénero (LGBTQ) en Ghana se enfrentan a graves desafíos que no experimentan los residentes que no pertenecen al colectivo LGBTQ. Los actos sexuales entre varones han sido ilegales en Ghana por considerarse «conocimiento carnal antinatural» desde la época colonial. Gran parte de la población de Ghana tiene sentimientos anti-LGBTQ. Se producen ataques homofóbicos físicos y violentos contra las personas LGBTQ, y a menudo son alentados por medios de comunicación y líderes religiosos y políticos. En ocasiones, funcionarios gubernamentales, como la policía, participan en tales actos de violencia. Se sabe que los jóvenes homosexuales son repudiados por sus familias y comunidades y desalojados de sus hogares. Las familias suelen buscar terapia de conversión en grupos religiosos cuando conocen la orientación sexual o una identidad de género no conforme de algún miembro. Dicha «terapia» se administra comúnmente en entornos abusivos e inhumanos.
A pesar de que la Constitución garantiza el derecho a la libertad de expresión y de reunión a los ciudadanos ghaneses, estos derechos fundamentales se niegan activamente a las personas LGBTQ. El activismo pro-LGBTQ existe en Ghana, pero sus esfuerzos a menudo son frustrados por el gobierno ghanés. A pesar de ello, en 2016 la actitud en Ghana hacia la homosexualidad iba evolucionando y se volvían más tolerantes y dispuestos a aceptar los derechos LGBTQ. Esta situación se deterioró drásticamente en 2021, tras el arresto de 21 activistas LGBT+ ghaneses que estaban manteniendo una reunión pacífica.

## Historia
Antes de que el colonialismo llegara a la sociedad ghanesa, las cuestiones relacionadas con el género y la sexualidad se consideraban temas más complejos que en la actualidad en el país. Muchos de los roles y relaciones de género que existían estaban profundamente arraigados en las costumbres, tradiciones e interacciones locales. Por ejemplo, en los siglos siglo XVIII y siglo XIX, en las cortes Asante, los esclavos varones servían como concubinos y eran asesinados cuando su amo moría. En ocasiones, estos acompañantes masculinos eran utilizados por la realeza para realizar cruces y crear descendientes corpulentos. Los asantes se caracterizaban por este mestizaje entre sus parientes y acompañantes masculinos, que en su mayoría eran originarios del territorio norte de la actual Ghana.
El pueblo Nzema tenía una tradición en la que los hombres adultos se casaban entre sí, generalmente con una diferencia de edad de 10 años. Estos matrimonios se denomiban agyale, «matrimonios de amistad». La unión era socialmente equivalente al matrimonio heterosexual, se pagaba un precio por la pareja y se celebraba una ceremonia nupcial tradicional. Entre los Nankani, los matrimonios entre mujeres se celebraban para la perpetuación continua del linaje. Rose Mary Amenga-Etego afirma que estos matrimonios no sexuales entre mujeres fueron «la última práctica religiosa-cultural empleada para recuperar y restablecer la estructura genealógica de descendencia masculina del pueblo».
Los fante creían que aquellas personas, independientemente de su género, con «almas pesadas» se sentían atraídas por las mujeres, mientras que aquellas con «almas ligeras» se sentían atraídas por los hombres.
La homosexualidad fue criminalizada en Ghana en 1892. En ese momento Ghana era una colonia británica. La Ley de Delitos contra la Persona de 1861, una ley británica que penalizaba la sodomía, se implementó en todas las colonias británicas.

## Situación legal
En febrero de 2024, con el apoyo de los dos principales partidos políticos del país, el Parlamento de Ghana aprobó por unanimidad el Proyecto de Ley de Derechos Sexuales Humanos y Valores Familiares, conocida como la «Ley anti-LGBT» de Ghana, para criminalizar la identificación como LGBTQ en Ghana. Financiar o formar un grupo relacionado con la comunidad LGBT se castigaría con hasta cinco años de prisión. Las penas más duras conllevaban hasta 25 años de cárcel. El proyecto de ley fue remitido al presidente Nana Akufo-Addo, quien había dicho que si la mayoría de los ghaneses querían la legislación, no se opondría a ella. Sin embargo, retrasó su firma debido a que la Corte Suprema aceptó dos impugnaciones legales. En diciembre, la Corte Suprema rechazó ambos casos.

## Religión y percepción social
A esta situación contribuye la influencia del cristianismo ortodoxo, cuyos máximos líderes se han expresado en contra de la homosexualidad.
En 2009, los obispos de Ghana condenaron la homosexualidad equiparándola con la corrupción, el incesto y la violencia.
Los líderes musulmanes del país también han condenado las prácticas homosexuales y han pedido al gobierno que instaure la Sharia para endurecer las penas a quienes cometan el delito de sodomía. Por el contrario la Iglesia católica ha llamado a despenalizar la orientación, en 2021 el cardenal Turkson, en un llamado a los obispos y los políticos de Ghana: “La homosexualidad no puede ser un subrayado la necesidad de evitar la criminalización de estas personas.

## Episodios de homofobia

### Conferencia LGTB prohibida
En septiembre de 2006, el gobierno de Ghana prohibió la celebración de una conferencia sobre derechos de lesbianas, gais, bisexuales y transexuales que iba a desarrollarse en Acra. El Ministro de Información Kwamena Bartels justificó la decisión oficial alegando que el encuentro infringía las leyes del país y afectaba «la cultura y la moral» de la sociedad ghanesa.

### Manifestaciones antigay en Sekondi-Takoradi
El 4 de junio de 2010 al menos un millar de manifestantes marcharon por las calles de la ciudad de Sekondi-Takoradi para repudiar la presencia de gais y lesbianas ante los rumores que indicaban que podrían celebrarse matrimonios homosexuales en la clandestinidad.